# Brisby & Jingles
Brisby & Jingles sind ein deutsches DJ-Duo, bestehend aus Dirk Waldt (* 12. Juli 1976 in Duisburg) und Jörn Riebenstahl.

## Karriere
Dirk Waldt ist einer der Gründer von Andorfine Records und Mitglied in diversen Danceformationen, z. B. Crew 7 und Cuba Club. Er und Jörn Riebenstahl waren auf unterschiedlichen Wegen auch international als DJs tätig, bevor sie 2000 in der Diskothek Klejbor's in Eschweiler aufeinander trafen und beide als Resident DJs angestellt wurden. Von da an arbeiteten sie als Brisby & Jingles zusammen. Mit Desire hatten sie kurz darauf einen ersten Dancehit. Weitere Erfolge waren We All Love Disco und das Remake des Gigi-D’Agostino-Hits L'amour toujours.
2012 nahmen sie sich mit Unterstützung von DJ D.M.H den Donnersong aus dem Film Ted vor und machten daraus eine Dance-Version, u. a. mit Remixen von Crew 7. Das Lied wurde im gesamten deutschsprachigen Raum zum Hit und kam in Deutschland, Österreich und der Schweiz unter die Top 25.

## Diskografie
Lieder
- Desire
- Going To … (2003)
- We All Love Disco (2005)
- Heaven (2007)
- Surrender (2007)
- Losing Love (2008)
- L’amour toujours (2010)
- Fantasy Girl (2012)
- Donnersong (Thunder Buddies) (featuring DJ D.M.H, 2012)
- Dancing Circus (2013)